# Loop (muzyka)
Loop (z ang. „pętla”) – w muzyce elektronicznej sampel, który jest odtwarzany bez przerwy w utworze z niego korzystającym. Loop zwykle zawiera zapis dłuższego fragmentu oryginalnego utworu, a nie jedynie pojedynczego dźwięku.
Jednymi z najczęściej używanych loopów, głównie w muzyce z gatunku hip-hop, breakbeat i drum and bass, są zapisy partii solowych granych oryginalnie na perkusji, tzw. pętle perkusyjne (ang. breaks, drum loops).
Najczęściej spotykane pętle perkusyjne pochodzą ze starych utworów z gatunku funk. Do najbardziej znanych utworów, z których pochodzą, należą:
- The Winstons – Amen Brother,
- Lyn Collins – Think (About It),
- James Brown – Funky Drummer,
- The Honey Drippers – Impeach the President,
- Melvin Bliss – Synthetic Substitution,

Loopem również nazywana jest ścieżka dźwięku przygotowanego wcześniej, z którą grają muzycy na żywo (w celu wzbogacenia brzmienia). Na loopie mogą się znajdować dźwięki trudne lub niemożliwe do uzyskania na żywo albo wymagające zatrudnienia kolejnych muzyków. Dźwiękami takimi mogą być np. efekty dźwiękowe (czasem również oparte na pętli), instrumenty perkusyjne, chórki, dodatkowe gitary lub partie instrumentów klawiszowych. Często razem z loopem zsynchronizowany jest metronom, podany do słuchawek perkusisty.